# Remolcar

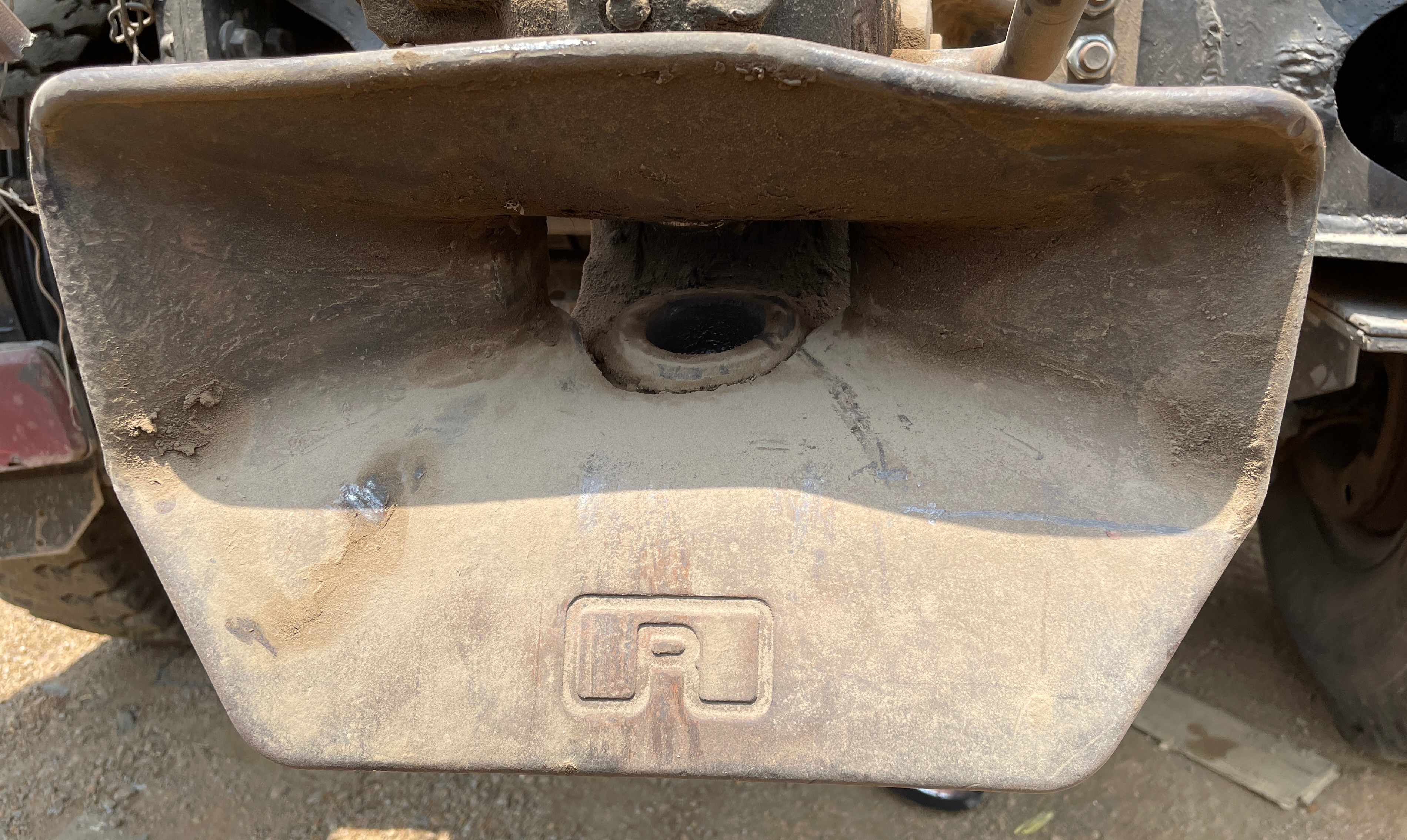
Enganche de remolque de un tractor Volvo FH 380

Remolcar es el proceso de tirar por detrás con una cadena, enganche o algún otro tipo de acoplamiento. El remolcar es más visible cuando es llevado a cabo por vehículos de carretera, pero también se hace desde navíos, embarcaciones de recreo y tractores. La remolcación de tropas y cargamentos, los cuales transportaban planeadores, se hacía desde detrás de aeronaves durante la Segunda Guerra Mundial, y sigue siendo un medio popular en planeadores de ocio modernos para despegar. En la industria marítima, en particular, el remolque es una ciencia muy especializada. 
En el ciclismo de ruta, remolcar es el proceso de acompañamiento que hace un gregario a su jefe de equipo en una etapa, cuando este tiene dificultades físicas y/o mecánicas para seguir el ritmo de la carrera.  